# میوشی ناگایوشی

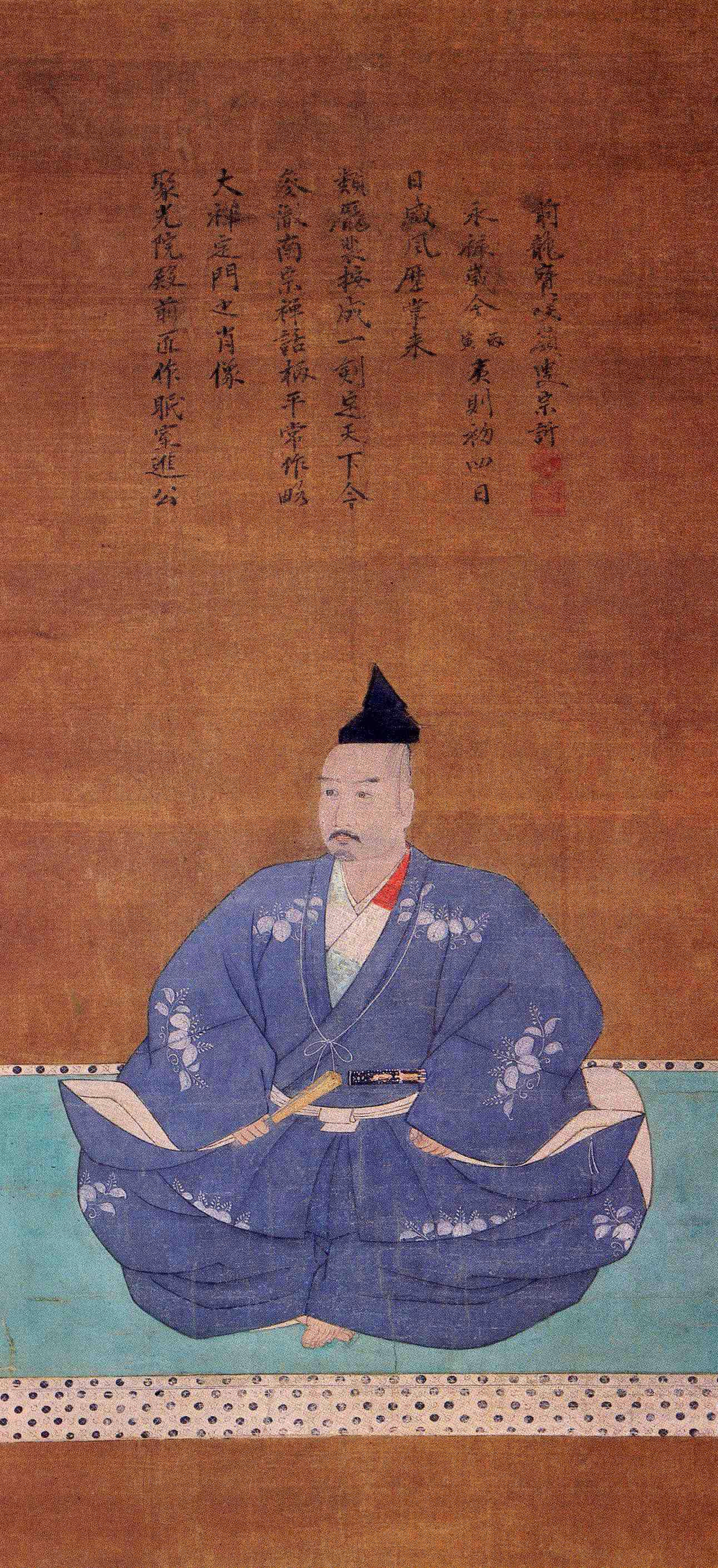

میوشی ناگایوشی (به ژاپنی: 三好 長慶)، میوشی چُوکی (۱۵۲۲–۱۵۶۴) یکی از دایمیوهای (امیران محلی) ژاپنی در ولایت آوا و کینای، شوگودای (معاون فرماندار) ولایت ستسو و رهبر خاندان میوشی در دوره سنگوکو بود. در طول دوران رهبری وی، خاندان میوشی، بسیار قدرت پیدا کرد و در مبارزات نظامی طولانی مدت علیه رقبای خود خاندان روکاکو و خاندان هوسوکاوا شرکت کرد.
پس از مرگ وی پسرخوانده‌اش میوشی یوشیتسوگو (در اصل پسر سوگو کازوناری) جانشین وی شد.